# سيمون تان
سيمون تان هو موسيقي فلبيني، ولد في 13 أغسطس 1970.

## روابط خارجية
- سيمون تان على موقع IMDb (الإنجليزية)